# 2023-as Formula–1 szingapúri nagydíj
A szingapúri nagydíj a 2023-as Formula–1 világbajnokság tizenötödik futama volt, amelyet 2023. szeptember 15. és szeptember 17. között rendeztek meg a Singapore Street Circuit versenypályán, Szingapúrban.

## Választható keverékek
| Abroncs              | Friss | Használt |
| -------------------- | ----- | -------- |
| Kemény keverék (C3)  |       |          |
| Közepes keverék (C4) |       |          |
| Lágy keverék (C5)    |       |          |
| Átmeneti esőgumi (I) |       |          |
| Teljes esőgumi (W)   |       |          |

## Szabadedzések

### Első szabadedzés
A szingapúri nagydíj első szabadedzését szeptember 15-én, pénteken délelőtt tartották, magyar idő szerint 11:30-tól.
| helyezés | versenyző        | csapat/motor          | elért idő | különbség | futott kör |
| -------- | ---------------- | --------------------- | --------- | --------- | ---------- |
| 1        | Charles Leclerc  | Ferrari               | 1:33,350  | −         | 25         |
| 2        | Carlos Sainz Jr. | Ferrari               | 1:33,428  | +0,078    | 24         |
| 3        | Max Verstappen   | Red Bull-Renault RBPT | 1:33,476  | +0,126    | 22         |
| 4        | Lando Norris     | McLaren-Mercedes      | 1:33,522  | +0,172    | 24         |
| 5        | Lewis Hamilton   | Mercedes              | 1:33,540  | +0,190    | 21         |
| 6        | George Russell   | Mercedes              | 1:33,695  | +0,345    | 25         |
| 7        | Sergio Pérez     | Red Bull-Honda RBPT   | 1:33,725  | +0,375    | 22         |
| 8        | Fernando Alonso  | Aston Martin-Mercedes | 1:33,974  | +0,624    | 28         |
| 9        | Cunoda Júki      | AlphaTauri-Honda RBPT | 1:34,042  | +0,692    | 25         |
| 10       | Esteban Ocon     | Alpine-Renault        | 1:34,066  | +0,716    | 24         |
| 11       | Lance Stroll     | Aston Martin-Mercedes | 1:34,568  | +1,218    | 25         |
| 12       | Pierre Gasly     | Alpine-Renault        | 1:34,639  | +1,289    | 23         |
| 13       | Alexander Albon  | Williams-Mercedes     | 1:34,657  | +1,307    | 19         |
| 14       | Valtteri Bottas  | Alfa Romeo-Ferrari    | 1:34,802  | +1,452    | 25         |
| 15       | Kevin Magnussen  | Haas-Ferrari          | 1:34,887  | +1,537    | 23         |
| 16       | Liam Lawson      | AlphaTauri-Honda RBPT | 1:34,894  | +1,544    | 27         |
| 17       | Nico Hülkenberg  | Haas-Ferrari          | 1:34,985  | +1,635    | 22         |
| 18       | Csou Kuan-jü     | Alfa Romeo-Ferrari    | 1:35,456  | +2,106    | 25         |
| 19       | Oscar Piastri    | McLaren-Mercedes      | 1:35,474  | +2,124    | 22         |
| 20       | Logan Sargeant   | Williams-Mercedes     | 1:35,778  | +2,428    | 24         |

### Második szabadedzés
A szingapúri nagydíj második szabadedzését szeptember 15-én, pénteken délután tartották, magyar idő szerint 15:00-tól.
| helyezés | versenyző        | csapat/motor          | elért idő | különbség | futott kör |
| -------- | ---------------- | --------------------- | --------- | --------- | ---------- |
| 1        | Carlos Sainz Jr. | Ferrari               | 1:32,120  | −         | 26         |
| 2        | Charles Leclerc  | Ferrari               | 1:32,138  | +0,018    | 27         |
| 3        | George Russell   | Mercedes              | 1:32,355  | +0,235    | 25         |
| 4        | Fernando Alonso  | Aston Martin-Mercedes | 1:32,478  | +0,358    | 25         |
| 5        | Lewis Hamilton   | Mercedes              | 1:32,585  | +0,465    | 23         |
| 6        | Lando Norris     | McLaren-Mercedes      | 1:32,711  | +0,591    | 23         |
| 7        | Sergio Pérez     | Red Bull-Honda RBPT   | 1:32,812  | +0,692    | 23         |
| 8        | Max Verstappen   | Red Bull-Renault RBPT | 1:32,852  | +0,732    | 23         |
| 9        | Kevin Magnussen  | Haas-Ferrari          | 1:33,017  | +0,897    | 25         |
| 10       | Valtteri Bottas  | Alfa Romeo-Ferrari    | 1:33,105  | +0,985    | 24         |
| 11       | Nico Hülkenberg  | Haas-Ferrari          | 1:33,139  | +1,019    | 22         |
| 12       | Liam Lawson      | AlphaTauri-Honda RBPT | 1:33,285  | +1,165    | 27         |
| 13       | Esteban Ocon     | Alpine-Renault        | 1:33,361  | +1,241    | 25         |
| 14       | Lance Stroll     | Aston Martin-Mercedes | 1:33,390  | +1,270    | 25         |
| 15       | Oscar Piastri    | McLaren-Mercedes      | 1:33,461  | +1,341    | 23         |
| 16       | Cunoda Júki      | AlphaTauri-Honda RBPT | 1:33,477  | +1,357    | 27         |
| 17       | Csou Kuan-jü     | Alfa Romeo-Ferrari    | 1:33,575  | +1,455    | 25         |
| 18       | Pierre Gasly     | Alpine-Renault        | 1:33,824  | +1,704    | 24         |
| 19       | Logan Sargeant   | Williams-Mercedes     | 1:34,327  | +2,207    | 28         |
| 20       | Alexander Albon  | Williams-Mercedes     | 1:35,558  | +3,438    | 5          |

### Harmadik szabadedzés
A szingapúri nagydíj harmadik szabadedzését szeptember 16-án, pénteken délelőtt tartották, magyar idő szerint 11:30-tól.
| helyezés | versenyző        | csapat/motor          | elért idő | különbség | futott kör |
| -------- | ---------------- | --------------------- | --------- | --------- | ---------- |
| 1        | Carlos Sainz Jr. | Ferrari               | 1:32,065  | −         | 23         |
| 2        | George Russell   | Mercedes              | 1:32,134  | +0,069    | 20         |
| 3        | Lando Norris     | McLaren-Mercedes      | 1:32,303  | +0,238    | 17         |
| 4        | Max Verstappen   | Red Bull-Renault RBPT | 1:32,378  | +0,313    | 21         |
| 5        | Charles Leclerc  | Ferrari               | 1:32,381  | +0,316    | 25         |
| 6        | Lewis Hamilton   | Mercedes              | 1:32,535  | +0,470    | 18         |
| 7        | Oscar Piastri    | McLaren-Mercedes      | 1:32,730  | +0,665    | 18         |
| 8        | Sergio Pérez     | Red Bull-Honda RBPT   | 1:32,784  | +0,719    | 20         |
| 9        | Nico Hülkenberg  | Haas-Ferrari          | 1:32,896  | +0,831    | 18         |
| 10       | Cunoda Júki      | AlphaTauri-Honda RBPT | 1:32,945  | +0,880    | 18         |
| 11       | Kevin Magnussen  | Haas-Ferrari          | 1:32,970  | +0,905    | 16         |
| 12       | Esteban Ocon     | Alpine-Renault        | 1:32,979  | +0,914    | 19         |
| 13       | Fernando Alonso  | Aston Martin-Mercedes | 1:33,051  | +0,986    | 19         |
| 14       | Lance Stroll     | Aston Martin-Mercedes | 1:33,126  | +1,061    | 23         |
| 15       | Pierre Gasly     | Alpine-Renault        | 1:33,351  | +1,286    | 19         |
| 16       | Liam Lawson      | AlphaTauri-Honda RBPT | 1:33,357  | +1,292    | 19         |
| 17       | Alexander Albon  | Williams-Mercedes     | 1:33,370  | +1,305    | 15         |
| 18       | Valtteri Bottas  | Alfa Romeo-Ferrari    | 1:33,540  | +1,475    | 26         |
| 19       | Csou Kuan-jü     | Alfa Romeo-Ferrari    | 1:33,637  | +1,572    | 24         |
| 20       | Logan Sargeant   | Williams-Mercedes     | 1:33,708  | +1,643    | 16         |

## Időmérő edzés
A szingapúri nagydíj időmérő edzését szeptember 16-án, szombaton délután tartották, magyar idő szerint 15:00-tól.
| helyezés              | rajtszám | versenyző        | csapat/motor          | 1. rész  | 2. rész    | 3. rész  | rajthely   | futott kör |
| --------------------- | -------- | ---------------- | --------------------- | -------- | ---------- | -------- | ---------- | ---------- |
| 1                     | 55       | Carlos Sainz Jr. | Ferrari               | 1:32,339 | 1:31,439   | 1:30,984 | 1          | 20         |
| 2                     | 63       | George Russell   | Mercedes              | 1:32,331 | 1:31,743   | 1:31,056 | 2          | 17         |
| 3                     | 16       | Charles Leclerc  | Ferrari               | 1:32,406 | 1:32,012   | 1:31,063 | 3          | 21         |
| 4                     | 4        | Lando Norris     | McLaren-Mercedes      | 1:32,483 | 1:31,951   | 1:31,270 | 4          | 20         |
| 5                     | 44       | Lewis Hamilton   | Mercedes              | 1:32,651 | 1:32,019   | 1:31,485 | 5          | 16         |
| 6                     | 20       | Kevin Magnussen  | Haas-Ferrari          | 1:32,242 | 1:31,892   | 1:31,575 | 6          | 21         |
| 7                     | 14       | Fernando Alonso  | Aston Martin-Mercedes | 1:32,584 | 1:31,835   | 1:31,615 | 7          | 17         |
| 8                     | 31       | Esteban Ocon     | Alpine-Renault        | 1:32,369 | 1:32,089   | 1:31,673 | 8          | 18         |
| 9                     | 27       | Nico Hülkenberg  | Haas-Ferrari          | 1:32,100 | 1:31,994   | 1:31,808 | 9          | 21         |
| 10                    | 40       | Liam Lawson      | AlphaTauri-Honda RBPT | 1:32,215 | 1:32,166   | 1:32,268 | 10         | 21         |
| 11                    | 1        | Max Verstappen   | Red Bull-Honda RBPT   | 1:32,398 | 1:32,173   |          | 11         | 14         |
| 12                    | 10       | Pierre Gasly     | Alpine-Renault        | 1:32,452 | 1:32,274   |          | 12         | 12         |
| 13                    | 11       | Sergio Pérez     | Red Bull-Honda RBPT   | 1:32,099 | 1:32,310   |          | 13         | 13         |
| 14                    | 23       | Alexander Albon  | Williams-Mercedes     | 1:32,668 | 1:33,719   |          | 14         | 12         |
| 15                    | 22       | Cunoda Júki      | AlphaTauri-Honda RBPT | 1:31,991 | idő nélkül |          | 15         | 10         |
| 16                    | 77       | Valtteri Bottas  | Alfa Romeo-Ferrari    | 1:32,809 |            |          | 16         | 9          |
| 17                    | 81       | Oscar Piastri    | McLaren-Mercedes      | 1:32,902 |            |          | 17         | 9          |
| 18                    | 6        | Logan Sargeant   | Williams-Mercedes     | 1:33,252 |            |          | 18         | 9          |
| 19                    | 24       | Csou Kuan-jü     | Alfa Romeo-Ferrari    | 1:33,258 |            |          | boxutca[a] | 9          |
| 20                    | 18       | Lance Stroll     | Aston Martin-Mercedes | 1:33,397 |            |          | –[b]       | 8          |
| 107%-os idő: 1:38,430 |          |                  |                       |          |            |          |            |            |

Megjegyzések:
- ↑ a:  — Csou Kuan-jü eredetileg a 19. helyről kezdte volna a futamot, de a boxutcából rajtolt, mivel több motorkomponenst is kicseréltek az autójába, valamint megszegték a parc fermé-szabályt.[3]
- ↑ a:  — Lance Stroll a 20. időt érte el, de mivel az autóját összetöre és azt nem tudták megjavítani, ezért visszalépett a futamon való indulástól.[4]

## Futam
A szingapúri nagydíj futamát szeptember 17-én, vasárnap délután tartották, magyar idő szerint 14:00-kor.
| helyezés | rajtszám | versenyző        | csapat/motor          | futott kör | idő/kiesés oka   | rajthely | pont  |
| -------- | -------- | ---------------- | --------------------- | ---------- | ---------------- | -------- | ----- |
| 1        | 55       | Carlos Sainz Jr. | Ferrari               | 62         | 1:46:37,418      | 1        | 25    |
| 2        | 4        | Lando Norris     | McLaren-Mercedes      | 62         | +0,812           | 4        | 18    |
| 3        | 44       | Lewis Hamilton   | Mercedes              | 62         | +1,269           | 5        | 16[a] |
| 4        | 16       | Charles Leclerc  | Ferrari               | 62         | +21,177          | 3        | 12    |
| 5        | 1        | Max Verstappen   | Red Bull-Honda RBPT   | 62         | +21,441          | 11       | 10    |
| 6        | 10       | Pierre Gasly     | Alpine-Renault        | 62         | +38,441          | 12       | 8     |
| 7        | 81       | Oscar Piastri    | McLaren-Mercedes      | 62         | +41,479          | 17       | 6     |
| 8        | 11       | Sergio Pérez     | Red Bull-Honda RBPT   | 62         | +59,534[b]       | 13       | 4     |
| 9        | 40       | Liam Lawson      | AlphaTauri-Honda RBPT | 62         | +1:05,918        | 10       | 2     |
| 10       | 20       | Kevin Magnussen  | Haas-Ferrari          | 62         | +1:12,116        | 6        | 1     |
| 11       | 23       | Alexander Albon  | Williams-Mercedes     | 62         | +1:13,417        | 14       |       |
| 12       | 24       | Csou Kuan-jü     | Alfa Romeo-Ferrari    | 62         | +1:23,649        | boxutca  |       |
| 13       | 27       | Nico Hülkenberg  | Haas-Ferrari          | 62         | +1:26,201        | 9        |       |
| 14       | 2        | Logan Sargeant   | Williams-Mercedes     | 62         | +1:26,889        | 19       |       |
| 15       | 14       | Fernando Alonso  | Aston Martin-Mercedes | 62         | +1:27,603        | 7        |       |
| 16[c]    | 63       | George Russell   | Mercedes              | 61         | baleset          | 2        |       |
| Ki       | 77       | Valtteri Bottas  | Alfa Romeo-Ferrari    | 51         | erőforrás        | 16       |       |
| Ki       | 31       | Esteban Ocon     | Alpine-Renault        | 42         | sebességváltó    | 8        |       |
| Ki       | 22       | Cunoda Júki      | AlphaTauri-Honda RBPT | 0          | baleseti sérülés | 15       |       |
| Ni       | 18       | Lance Stroll     | Aston Martin-Mercedes | 0          | nem indult       | –[d]     |       |

Megjegyzések:
- ↑ a:  — Lewis Hamilton a helyezéséért járó pontok mellett a versenyben futott leggyorsabb körért további 1 pontot szerzett.
- ↑ b:  — Sergio Pérez utólag 5 másodperces időbüntetést kapott, mert összeütközött Alexander Albonnal, de a büntetés nem befolyásolta a helyezését.[5]
- ↑ c:  — George Russell nem fejezte be a futamot, de helyezését értékelték, mivel a versenytáv több, mint 90%-át teljesítette.
- ↑ d:  — Lance Stroll balesetet szenvedett az időmérő edzésen, aminek következtében nem indult a futamon.

## A világbajnokság állása a verseny után
| H   | Versenyzők       | Pont | H   | Konstruktőrök         | Pont |
| --- | ---------------- | ---- | --- | --------------------- | ---- |
| 1.  | Max Verstappen   | 374  | 1.  | Red Bull-Honda RBPT   | 597  |
| 2.  | Sergio Pérez     | 223  | 2.  | Mercedes              | 289  |
| 3.  | Lewis Hamilton   | 180  | 3.  | Ferrari               | 265  |
| 4.  | Fernando Alonso  | 170  | 4.  | Aston Martin-Mercedes | 217  |
| 5.  | Carlos Sainz Jr. | 142  | 5.  | McLaren-Mercedes      | 139  |
| 6.  | Charles Leclerc  | 123  | 6.  | Alpine-Renault        | 81   |
| 7.  | George Russell   | 109  | 7.  | Williams-Mercedes     | 21   |
| 8.  | Lando Norris     | 97   | 8.  | Haas-Ferrari          | 12   |
| 9.  | Lance Stroll     | 47   | 9.  | Alfa Romeo-Ferrari    | 10   |
| 10. | Pierre Gasly     | 45   | 10. | AlphaTauri-Honda RBPT | 5    |

(A teljes táblázat)

## Statisztikák
- Vezető helyen:
  - Carlos Sainz Jr.: 62 kör (1–62)
- Carlos Sainz Jr. 5. pole-pozíciója és 2. futamgyőzelme.
- Lewis Hamilton 64. versenyben futott leggyorsabb köre.
- Carlos Sainz Jr. 17., Lando Norris 9., Lewis Hamilton 196. dobogós helyezése.
- A Ferrari 243. futamgyőzelme.
- Sergio Pérez 250. versenyén állt rajthoz.[6]
- Fernando Alonso a Formula–1 történetének első pilótája lett, aki több mint 100 ezer megtett versenykilométerrel rendelkezik.[7]
- Liam Lawson első Forma 1-es pontjait szerezte azzal, hogy a kilencedik helyen ért célba.